# Pawieł Snurnicyn
Pawieł Siergiejewicz Snurnicyn, ros Павел Сергеевич Снурницын (ur. 10 stycznia 1992 w Jarosławiu, zm. 7 września 2011 tamże) – rosyjski hokeista.

## Życiorys
Kariera klubowa
- Łokomotiw 2 Jarosław (2008–2009)
- Łoko Jarosław (2009–2011)
- Łokomotiw Jarosław (2011)

Był wychowankiem klubu Łokomotiw Jarosław. Zginął 7 września 2011 w katastrofie samolotu pasażerskiego Jak-42D w pobliżu Jarosławia. Wraz z drużyną leciał do Mińska na inauguracyjny mecz ligi KHL sezonu 2011/12 z Dynama Mińsk.
Został pochowany na cmentarzu Leontjewskoje w Jarosławiu.